# Danny Heep
Danny Heep (San Antonio, 3 de julho de 1957) é um ex-jogador profissional de beisebol norte-americano.

## Carreira
Danny Heep foi campeão da World Series 1988 jogando pelo Los Angeles Dodgers. Na série de partidas decisiva, sua equipe venceu o Oakland Athletics por 4 jogos a 1.